# Al Ahly Tripoli

A Al-Ahly Sports Club, الأهلي طرابلس , transliterado para: Al-Ahly Ṭarābulus, é um clube de futebol com sede na cidade de Tripoli, a capital da Líbia. A equipa compete no Campeonato Líbio de Futebol. O clube foi fundado em 1950, e é um dos clubes mais populares e bem-sucedidos do futebol líbio. Esta equipa disputa os seus jogos no Estádio Internacional de Tripoli.

## História
A história do clube Al Ahly Tripoli é rica e intimamente ligada ao desenvolvimento do futebol na Líbia. O clube foi fundado em 1950, no período em que a Líbia estava sob administração estrangeira, pouco antes da independência oficial do país, em1951. Desde o início, o Al Ahly Tripoli teve um papel importante não só no desporto, mas também na expressão de identidade nacional líbia.

## Origens e primeiros anos
O nome "Al Ahly", que significa "nacional" ou "popular", reflecte um espírito patriótico, comum entre clubes fundados em países árabes sob ocupação ou domínio estrangeiro. O clube tornou-se rapidamente um símbolo de orgulho local e nacional, reunindo apoio fervoroso da população de Tripoli.

## Era dourada e conquistas
Durante as décadas de 1970 a 1990, o Al Ahly Tripoli afirmou-se como uma das maiores potências do futebol líbio. Ao longo da sua história, venceu múltiplos:
- Campeonatos Nacionais (Liga Líbia)
- Taças da Líbia
- Supertaças

A sua base de adeptos é grande e fiel, com rivalidades intensas, especialmente com o Al-Ittihad Tripoli, outro gigante da capital. Este clássico é o mais aguardado do calendário futebolístico líbio.

## Participações internacionais
O clube participou várias vezes em competições da Confederação Africana de Futebol (CAF), como a:
- Liga dos Campeões da CAF
- Taça das Confederações da CAF

Apesar de não ter vencido competições africanas, já alcançou fases como os quartos-de-final, o que é significativo tendo em conta os desafios enfrentados por clubes líbios, como instabilidade política e dificuldades logísticas.

## Desafios recentes
A instabilidade política na Líbia, especialmente após 2011, teve impacto no desporto e no futebol. Competições foram canceladas ou suspensas, e os clubes, incluindo o Al Ahly Tripoli, enfrentaram dificuldades financeiras e organizativas. Apesar disso, o clube continua ativo e competitivo, tentando manter o seu estatuto de referência.

## Títulos
| NACIONAIS | NACIONAIS             | NACIONAIS | NACIONAIS                                                                                                   |
|           | Competição            | Títulos   | Temporadas                                                                                                  |
| --------- | --------------------- | --------- | --- |
| Líbia     | Libyan Premier League | 12        | 1963–64, 1970–71, 1972–73, 1973–74, 1977–78, 1983–84, 1992–93, 1993–94, 1994–95, 1999–00, 2013–14, 2015–16. |
| Líbia     | Libyan Cups           | 6         | 1976, 1994, 2000, 2001, 2006, 2016.                                                                         |
| Líbia     | Libyan SuperCups      | 2         | 2000, 2017.                                                                                                 |

## Histórico do clube em torneios da CAF

### Liga dos Campeões da CAF
11 aparições
- 1972  - Quartas-de-final
- 1974  - Primeira rodada
- 1979  - Primeira rodada
- 1981  - Primeira Rodada
- 1983  - Rodada Preliminar
- 2000  - Primeira Rodada
- 2001  - Primeira Rodada
- 2009  - Segunda Rodada
- 2015  - Rodada Preliminar
- 2016  - Segunda Rodada
- 2017  - Quartas-de-final

### Copa das Confederações da CAF
05 aparições
- 2007 - Rodada Preliminar
- 2009 - Rodada Intermediária
- 2010 - Primeira Rodada
- 2014 - Rodada Pré-preliminar
- 2016 - Fase de grupos

### Recopa Africana
02 aparições
- 1984 - Segunda Rodada
- 2002 - Segunda Rodada